# 利索維胡托里
50°59′53″N 31°31′43″E / 50.99806°N 31.52861°E
利索維胡托里（烏克蘭語：Лісові Хутори），是烏克蘭北部的村莊，隸屬切爾尼希夫州的尼任區。該村面積0.59平方公里，海拔高度120米，2001年人口176，人口密度每平方公里298.3人。